# Eria siamensis
Eria siamensis är en orkidéart som beskrevs av Rudolf Schlechter. Eria siamensis ingår i släktet Eria och familjen orkidéer. Inga underarter finns listade i Catalogue of Life.